# Claudine Novikow
Claudine Novikow (Luik, 3 januari 1958) is een Belgisch componiste, muziekpedagoog en hoorniste. Haar grootvader Thomas Novikow is als Russisch soldaat in de Eerste Wereldoorlog in Luik krijgsgevangene geweest en tot het einde van de oorlog in België gebleven. 

## Levensloop
Nowikow kreeg al op 12-jarige leeftijd hoornles van Jean Dahlen, een tubaïst uit het harmonieorkest Le Cercle Musical La Calamine/Kelmis. Vervolgens kreeg zij lessen bij Jean-Marie Carabin aan de muziekacademie te Kelmis. Vanaf 1974 studeerde zij solfège, muziekgeschiedenis, harmonie transpositie, hoorn bij Adhémar Pluvinage, kamermuziek bij Paul Deliège, improvisatie bij Garret List, muziekopleiding bij Francis Orval aan het Koninklijk Conservatorium Luik. Sinds 1975 is zij hoorniste in het orkest van de Opéra Royal de Wallonie in Luik. Vanaf 1976 studeert zij hoorn bij André Van Driesche aan het Koninklijk Conservatorium Antwerpen. Aldaar behaalde zij een eerste prijs hoorn, en vervolgens bij dezelfde docent ook het hoger diploma aan het Koninklijk Conservatorium te Brussel. 
Zij heeft tevens aan meestercursussen aan het Koninklijk Conservatorium Antwerpen deelgenomen bij Fröydis Ree Wekre (Noorwegen) en Dale Clevenger (Verenigde Staten).
Als docente is zij verbonden aan de muziekacademie O.V.A. te Embourg (sinds 2000) en aan de muziekacademie "Gretry" in Luik (sinds 2008). Verder was zij docente aan de muziekacademie in Eupen (1981-1988). Van 1995 tot 2005 maakte zij deel uit van het hoornkwartet "CYPRIUM". Verder is zij freelance hoorniste.
Naast arrangementen van de Aria van Zarastro van Wolfgang Amadeus Mozart voor twaalf hoorns, de Pilgrim's koor uit de opera "Tannhäuser" van Richard Wagner voor acht hoorns en vooral een arrangement van La Choisy van Michel Corette voor groot hoorn-ensemble en harmonieorkest schreef zij ook eigen werken Winter One, Appel 2007, Lamento en Ton dos nu.